# Асоциация на европейските автомобилни производители
Асоциацията на европейските автомобилни производители (ACEA) /фр. Association des Constracteurs Europeens des Automobiles/, англ. European Automobile Manufacturers Association) е основната група за лобиране и стандарти в автомобилната индустрия в Европейския съюз. От февруари 1991 г. тя е наследник на Комитета на производителите от Общия пазар (ССМС) /на френски: Comité des Constructeurs du Marché Commun/, който е основан през октомври 1972 г.
Създадена е като лобистка организация на европейски автопроизводители. В нея членуват:
- БМВ Груп
- Волво
- Волво Груп
- Даймлер
- ДАФ
- Дженеръл Мотърс в Европа
- Ивеко
- ПСА Груп
- Рено Груп
- Тойота в Европа
- Ферари
- Фиат Крайслер
- Фолксваген Груп
- Форд в Европа
- Хонда
- Хюндай в Европа
- Ягуар Ланд Ровър

Тази история датира от 1919 г., когато е създадено Постоянно международно бюро на автомобилните производители (Bureau Permanent International des Constructeurs d'Automobile – BPICA). През 1985 г. то е преименувано на Международна организация на автомобилните производители (Organisation Internationale des Constructeurs d'Automobiles – OICA). Днес АСЕА обединява организациите ССМС и OICA. 
Една от основните области на работа на ACEA, включително нейните предшественици, е класификацията на качеството на изпълнението на 4-тактовите моторни масла.
ACEA изучава станции за зареждане на електрически превозни средства и очаква конекторите тип 2 от режим 3 да се използват и за домашно зареждане във втората фаза след 2017 г., като същевременно позволяват зареждане в режим 2 с установени типове контакти, които вече са налични в домашни условия.
Европейските производители на автомобили да повишат осведомеността относно технологиите за безопасност с цел по-нататъшно намаляване на смъртните случаи по пътищата. 